# Tintin
Tintin je hlavní postava komiksové řady Tintinova dobrodružství (Les aventures de Tintin) od belgického autora Hergého (1907–1983).

## Charakteristika
Vždy je označovaný jako Tintin, což se zdá být příjmením, křestní jméno je však neznámé. Rovněž se zdá být bez rodiny a je obtížné určit jeho věk – není již adolescentem, ale ani úplně dospělým. Představuje se jako reportér, ale svou práci vykonává jen v první knize, když píše reportáže ze země Sovětů. Nikdy nenavazuje vztahy s ženami. Ty mimochodem v jeho dobrodružstvích prakticky nejsou přítomné a když už, tak většinou jako staré či karikaturní postavy – např. Bianca Castafiore, slavná operní diva.
Tintin jako kladná postava vždy a bez výhrad bojuje proti zlu, brání slabé. Je vždy připraven zachránit druhým život a odpouštět. (V Tibetu ho za to označují jako „ryzí srdce“.) Projevuje velkou věrnost svým přátelům a nikdy se nenechá koupit. Nemá v povaze se rozčilovat či reagovat unáhleně. Před jednáním dává přednost rozboru situace.
Tintin je postava velmi inteligentní a vynalézavá. Zdá se být velmi nadaný na cizí jazyky, často čte. Jakoby měl odpověď na vše. Vlastní též velmi silnou schopnost dedukce a je schopný vymyslet velmi netradiční lsti. Nad to je často viděn v nejrůznějších přestrojeních. Umí velmi dobře řídit automobily, motorky, lokomotivy a bojová vozidla, jako i jezdit na koni, kormidlovat loď, pilotovat letadlo apod. Přestože má hubenou postavu, je velmi silný. V osobním souboji vždy zvítězí. Je rovněž velmi dobrý plavec a střelec. Cvičí gymnastiku a později i jógu.
V duchu doby, ve které komiks vyšel, se projevuje určitá kiplingovská nadřazenost nad některými národy, např. v albu Tintin au Congo (Tintin v Kongu). Není znát tolik na Tintinovi, jehož nadřazenost autor Hergé později potlačil, jako spíš na kresbě černochů, oslavování belgického kolonialismu a např. sekvenci, kdy Tintin učí tamní děti o Belgii. Komise pro rasovou rovnoprávnost (CRE) tak žádala o zakázání této knihy v Británii, místo toho však byla opatřena varováním.
Bydlí v Rue du Labrador 26 (Labradorská ulice) v jednom městě, které není přímo definováno, ale očividně se jedná o Brusel. V díle Au pays de l’or noir (V zemi černého zlata) se pak stěhuje do zámku Moulinsart kapitána Haddocka.

## Tintinovi přátelé
- pes Filuta nebo také Milouš, ve francouzských vydáních Milou
- kapitán Haddock nebo kapitán Treska (Haddock je jiné označení Tresky skvrnité)
- potřeštění detektivové – dvojčata Kadlec a Tkadlec, Hornát a Hornád nebo také Thomson a Thompson, ve francouzských vydáních Dupont a Dupond
- profesor Hluchavka nebo také Fosfátus, ve francouzských vydáních Tournesol (v překladu slunečnice)
- Bianca Castafiore, operní pěvkyně
- Čang Čong-žen - chlapec, kterého Tintin zachránil z řeky
- pilot Szpim, ve francouzských vydáních Piotr Szut